# Gare de Rozdory
La gare de Rozdory  (en ukrainien : Роздори (станція)) est une gare ferroviaire située dans la ville de Rozdory en Ukraine.

## Histoire
Construite en 1882.

## Service des voyageurs

### Accueil

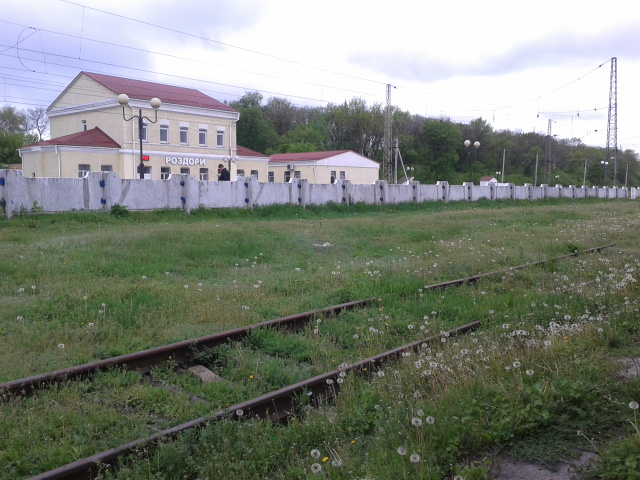
Les voies.